# Hera de Samos

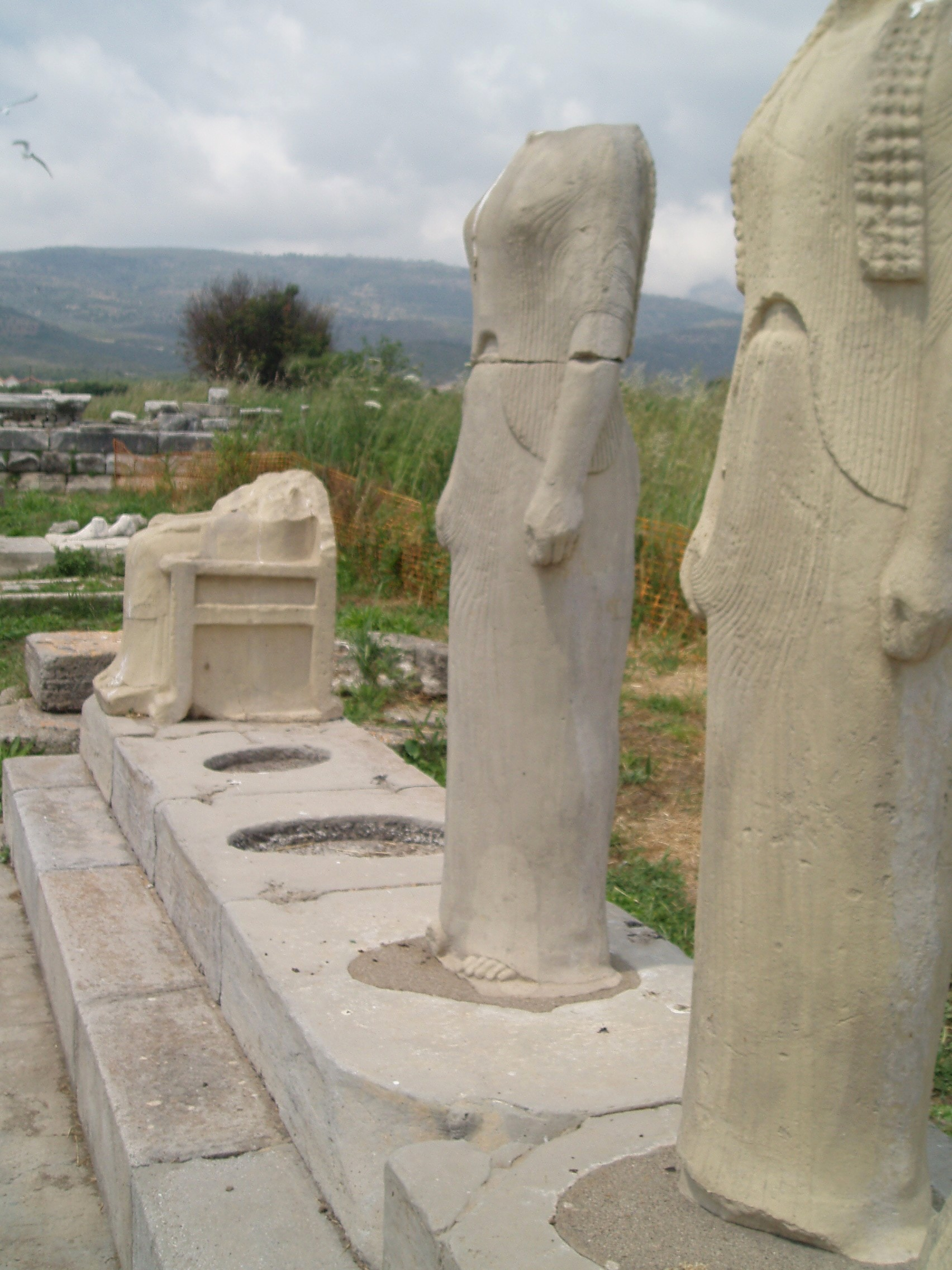
Réplicas de la Hera de Samos, situadas flanqueando el
Hereo de Samos, en Grecia.

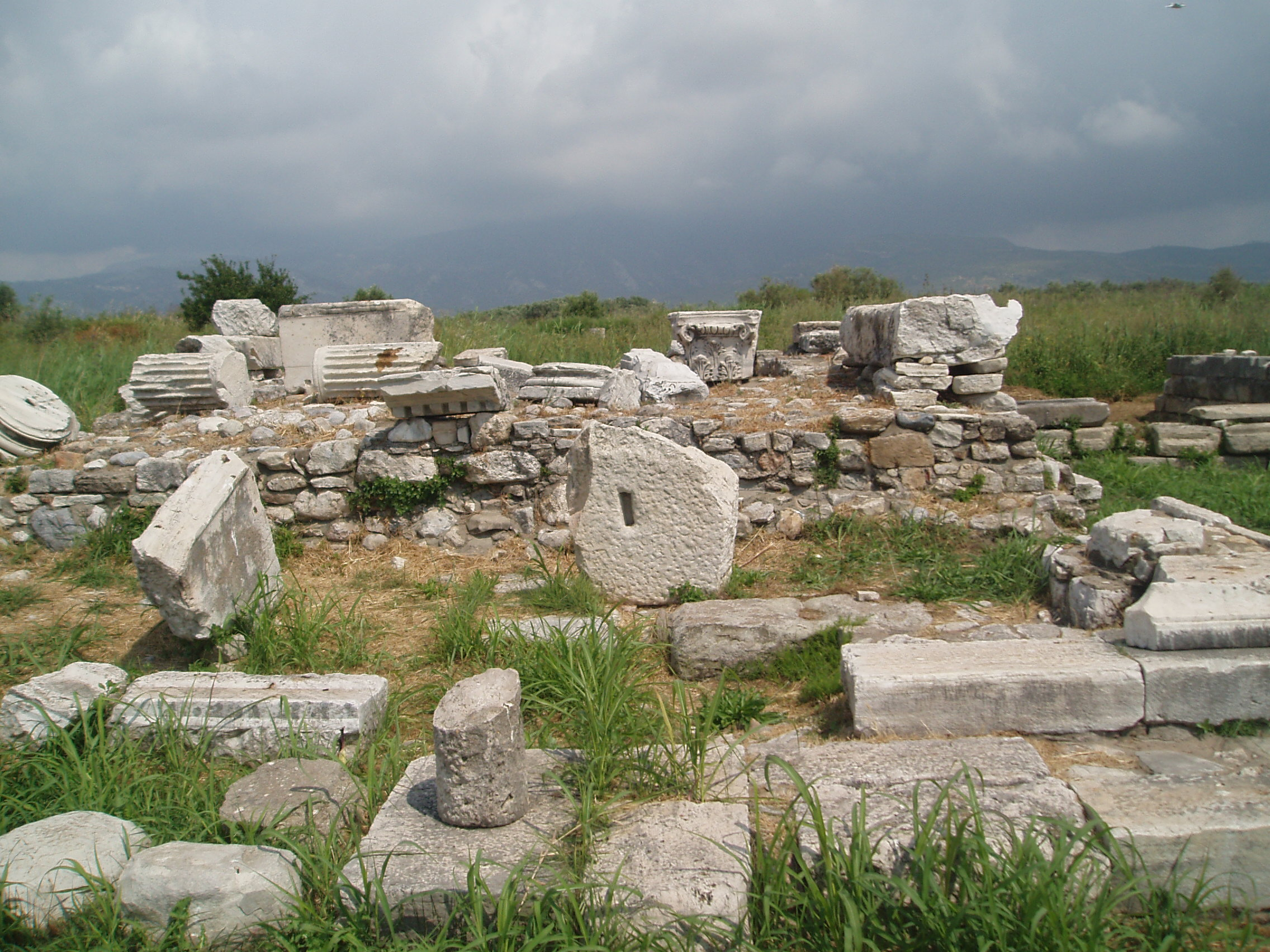
Ruinas del Templo de la diosa Hera conocido como Hereo de Samos.

La Hera de Samos, también conocida como Kore de Samos, es una escultura tipo kore que data del año 570 - 560 a. C. y que fue esculpida por algún artista de los talleres de la Isla de Samos, en la Antigua Grecia. 

## Hallazgo
La escultura fue hallada en las excavaciones realizadas en 1875 por Hadol y Girard en la Vía Sacra del Hereo de Samos, un santuario dedicado a la diosa Hera en el sur de la isla de Samos (Grecia), El templo fue declarado Patrimonio de la Humanidad por la Unesco junto al cercano Pitagoreión en 1992. 

## Simbología
La pieza representa a una kore, plural Korai (griego, Κόρη 'mujer joven'), una tipología escultórica de la Época Arcaica de la Antigua Grecia, que consiste en una estatua femenina en posición de pie, cuya versión masculina del mismo tipo se designa kuros. 
Como su paralelo masculino, la kore denota una profunda influencia de la estatuaria egipcia con su carácter macizo y rigidez corporal.

## Características
- Autor: Anónimo, (talleres de Samos).
- Estilo: Época Arcaica griega (Jonia).
- Material: Mármol.
- Altura: 192 centímetros.
- Inscripción en su base con la expresión "Yo Cheramyes dedicada a Hera como ofrenda."

## Conservación
La pieza se expone de forma permanente en el Museo del Louvre de París (Francia), después de su adquisición en el año 1881, donde tiene asignado el número de inventario Ma 686.